# 石橋政嗣
石橋 政嗣（いしばし まさし、1924年〈大正13年〉10月6日 - 2019年〈令和元年〉12月9日）は、日本の政治家。
佐世保地区労働組合会議議長、長崎県議会議員、衆議院議員（12期）、日本社会党書記長、日本社会党委員長などを歴任した。

## 来歴

### 生い立ち
日本領である台湾礁渓庄にて、台湾総督府官吏の石橋政八郎の長男として生まれる。台北一中（現・台北市立建国高級中学）を経て、台北高等商業学校（現・台湾大学）に進学する。しかし、太平洋戦争の戦況が悪化すると、学生の徴兵猶予制度は廃止され、石橋も1944年に高等商業学校を繰り上げ卒業させられ、軍隊に編入された。その後、熊本陸軍予備士官学校に入学し、1945年に見習士官となったときに終戦を迎えた。最終階級は陸軍曹長。
1946年、仕事を求めて、長崎県の佐世保市に出た石橋は、同郷の人物の紹介で、進駐軍のための「勤労奉仕隊」の一員となった。現地の労働者の中で最も学歴の高かった石橋はやがて、労働者の代表と見なされるようになり、21歳で舎監に選ばれた。1947年には基地内に労働組合を結成し、その書記長となった。

### 政治家として
1951年に長崎県議会議員に当選。社会党分裂後は左派社会党に属し、1955年に旧長崎2区から立候補して、衆議院議員に当選した。党内では、和田博雄派（和田の死後は勝間田清一派）に属した。その後、石橋は防衛問題で頭角を現し、1960年の日米安保条約の改定に際しては、岸信介首相を追い詰め、黒田寿男らとともに「安保5人男」と称された。
1966年、石橋は社会党の後の党是になる非武装中立論を提唱し、自衛隊を国民警察隊に改組し、漸進的に縮小して、非武装中立を実現するという石橋構想を発表した。結党直後、社会党内には軍備や自衛権を認め、憲法9条を改正すべきという声も多く、「私が党内で最初に非武装中立といった時には、袋叩きにあった」と石橋は述懐している。後に非武装中立は社会党の政策へと取り入れられたが、後述する「違憲合法論」（党大会で違憲法的存在に修正）を打ち出した時には、即時に自衛隊をなくすべきだという党内の一部から、「一時的にせよ自衛隊の存在を認めることになる」という批判が上がった。ただ1980年には社会党機関紙局から1冊の本『非武装中立論』として出版され、30万部のベストセラーとなった。この本は、英語・ロシア語・ドイツ語・フランス語・モンゴル語・ラオス語にも翻訳された。
『非武装中立論』はその後長く絶版になっていたが、2006年9月、明石書店より大塚英志の解説付きで復刻された。ただし、この復刻に社会民主党は関係していない。

### 社会党幹部として
1970年の第34回定期大会で書記長に選出される。以後、7年間にわたって、成田知巳委員長とコンビを組み（成田・石橋体制）、社会党を支えた。石橋は経費の節約による財政再建をすすめる一方、文書の言葉を日常使われる言葉になおさせたり、党員に対して日常活動を勧めるなど、長期低落に陥った党の再建に全力を注いだ。その結果、一時的に党勢は上向いたが、党員の体質を根本的に変えることは出来なかった。
1977年、参院選で社会党が敗北すると成田委員長と共に書記長を辞任する。飛鳥田一雄委員長の下で副委員長となるが、飛鳥田が書記長に若手の馬場昇を抜擢したことに抗議して、副委員長を辞任した。

### 社会党委員長として
1983年、参院選で社会党が敗北すると飛鳥田委員長が辞任し、後任の中央執行委員長となった。石橋は内閣総理大臣中曽根康弘を相手に非武装中立論を世界に広めるべきという論争を仕掛け、社会党の存在をアピールする一方、公明党・民社党といった中道政党との連携、すなわち社公民路線をすすめた。自衛隊に関しても、『違憲合法論』を打ち出し、将来は自衛隊をなくし非武装にするという原則は守りつつ、当面は自衛隊の存在を直視する土台を作ろうとした。「違憲なのに、合法というのは矛盾している」と党内外から批判されたが、石橋は「最高裁判所は、1票の格差が大きすぎて違憲と判決した選挙結果を合法と認めている」という例を持ち出し、党大会で『違憲法的存在』と修正した上で認められた。
1986年には「日本社会党の新宣言」を採択させ、1964年以来のプロレタリア独裁を目指したマルクス・レーニン主義（科学的社会主義）に基づく「日本における社会主義への道」を歴史的文書として棚上げし、西欧型の社会民主主義政党へと社会党を脱皮させようとした。
社会党は、与党に対し対案を提示することは「資本主義社会の是認に繋がる」として止めてしまっていた。石橋の目的は社会党を「何でも反対すること」を自己のアイデンティティとする政党ではなく、また共産党を含めた全野党共闘路線とも違い、自民党との政権交代可能な政党へと脱皮させることにあった。西欧の社会民主主義政党は、外交や安全保障など国家の基本政策では保守と一致しつつ、生活に根ざした政策の細部で競うという現実路線を採っていたが、石橋の「社公民路線」もその路線を進む第一歩になりうるものだった。
だが、現実的で国民を引きつける政策を提示することができず、一方で表面では自民党と激突しているように見えても、その裏では自民党と「国対政治」で繋がっているのが実態だった。また地方選挙では、自公民に社会党も加わった相乗り体制を形成することとなった。このように現実的な政策を提示できない政策立案能力のなさやマルクス・レーニン主義を一掃できなかったこと、北朝鮮との蜜月、非武装中立への固執を続けたことなどが有権者の社会党離れ、無党派層の形成へとつながり、日本政治の閉塞状態を打ち破るのに有権者は社会党ではなく、自民党内の改革派に期待するようになっていった。
皮肉にも1986年6月の衆院選で社会党は86議席と惨敗し、石橋は委員長を退任することになる。

### 委員長退任後
その後、後継の土井たか子委員長に対して中道政党との連携を強めるよう進言し、土井もこの路線を基本的には継承したが、党内の左派や市民活動派には公民への反発もあった。ただ消費税問題などでは「ダメなものはダメ」と妥協しない姿勢が一時的に幅広い支持を集めもした。
土井は1990年の次期総選挙で180人を擁立すべく、石橋にも協力を求めた。しかし、石橋は「他の野党との信頼関係を損なう」と反発して協力を拒否。1990年、土井に対する抗議の意味を込めて、政界から引退した。同年の総選挙の社会党の候補者は149人で、その他に社会党も推薦に加わった「連合」系候補もいた。社公民と社民連を合わせた公認候補は257人と過半数（定数512で257）ギリギリだったが、連合系など野党系無所属が35人程度いた。一方、自民党は公認だけで338人と、社公民・社民連を圧倒していた（他に保守系無所属は109人）。
引退後は回想録などを執筆。1994年、叙勲（勲一等旭日大綬章）の打診が総理府賞勲局からあったが、これを辞退。以後も10年にわたり、毎年ある打診を断り通した。1964年からの生存者叙勲復活にあたっては、当時の内閣総理大臣池田勇人を相手に、国会で断固反対の論陣を張った。
2019年12月9日、老衰のため、福岡市内にある入院先の病院で死去。95歳没。

## 政策・主張
統一協会への批判
国会審議で世界基督教統一神霊協会や国際勝共連合の問題を取り上げ、厳重に対処するよう行政機関に要請している。
1977年（昭和52年）2月7日の衆議院予算委員会においては、国会に提出された「世界基督教統一神霊協会の日本に於ける不法活動を調査し・摘発し・処分し・禁止を求める請願書」の内容を読み上げたうえで、世界基督教統一神霊協会に苦しむ被害者が多数存在すると指摘し、内閣総理大臣福田赳夫らに対して「これ以上黙って放置しておくわけにいかないんじゃないか」と訴えた。さらに、世界基督教統一神霊協会による合同結婚式の問題点を列挙し「放置しておいていいでしょうか。信仰の自由だとか婚姻の自由だとか、そういう枠の中の問題としてとらえていいでしょうか」と問題提起した。そのうえで、1956年（昭和31年）に衆参両院法務委員会で満場一致決議された「不正なる宗教活動に対する決議」を引き合いにして、世界基督教統一神霊協会にまつわる問題を厳正に調査するよう文部省に要求した。
また、自由民主党と世界基督教統一神霊協会の関係性についても言及しており、質問の最後に「自民党とこの統一教会、国際勝共連合、希望の日フェスティバル、このいうものが一体どうつながっているのだろうか、この疑問は多くの人が持っているのです。これに明快に答えるためにも徹底的な調査をしていただくように心から望んで、質問を終わりたい」と結び、他の議員から拍手を浴びた。
ところが、この石橋の国会質問は大きな波紋を呼ぶ。日本社会党の西宮弘によれば、世界基督教統一神霊協会の関係者から「石橋発言は信教の自由を侵すのではないか」という抗議が度々届くようになったという。一方で、世界基督教統一神霊協会の被害者から、石橋に感謝する手紙も寄せられるようになった。被害者からの手紙については、1977年（昭和52年）4月6日の衆議院法務委員会の審議にて内容が紹介されている。

## 著書
- 『非武装中立論』日本社会党中央本部機関紙局、1980年10月25日。NDLJP:12017926。復刻版は明石書店、2006年9月、271ページ。ISBN 4-7503-2398-5
- 『石橋が叩く―政界四十年、社会党へ最後の叱咤』ネスコ、1991年。ISBN 4890368256
- 『「五五年体制」内側からの証言―石橋政嗣回想録』田畑書店、1999年。ISBN 480380298X

### 註釈
1. ↑  「統一教会」との表記は原文ママ。